# Chauffecourt
Chauffecourt là một xã nằm ở tỉnh Vosges trong vùng Grand Est của Pháp. Xã này có diện tích 1,89 km², dân số năm 1999 là 32 người. Xã này nằm ở khu vực có độ điểm cao nhất là 347 m trên mực nước biển.
Dân địa phương tiếng Pháp gọi là Chauffecourtiens.

## Biến động dân số
| 1962                                         | 1968 | 1975 | 1982 | 1990 | 1999 |
| -------------------------------------------- | ---- | ---- | ---- | ---- | ---- |
| 18                                           | 21   | 18   | 18   | 26   | 32   |
| Số liệu từ năm 1962: Dân số không tính trùng |      |      |      |      |      |